# Харківський спосіб гри на бандурі
Ха́рківський спо́сіб гри на банду́рі (інша назва — Хоткевичівський спо́сіб гри на банду́рі) — спосіб гри на бандурі, який розробив Гнат Хоткевич (1877—1938) на основі народного способу гри на бандурі, який використовували слобожанські кобзарі. Народний спосіб кобзарі часто називали зіньківською наукою або іноді зіньківським способом гри на бандурі.

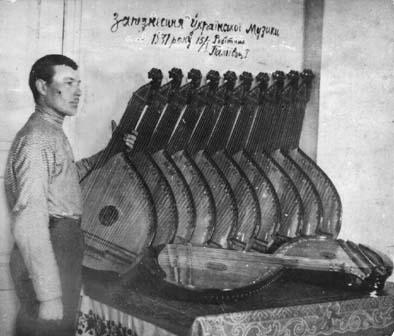
Г. Паліївець і нові харківські бандури з механікою для перестроювання та з демфереом — 1931 р.

Бандури, пристосовані для грання Харківським способом, відрізняються від інших у конструкції, яка дозволяє тримати інструмент так, щоби легко можна було грати обома руками по цілому діапозонні бандури. Харківський спосіб, розроблений Г. Хоткевичем, відрізняється від народного способу, який вживали слобожанські кобзарі, у тому, що ліва рука перебрала мелодичне навантаження і більше грає на приструнках. У процесі гри використовувалися усі 10 пальці. Ліва рука могла грати в перекиданому виді через обичайку.
У Х. С. ліва рука може грати в двох положеннях: 1) по обичайці — де великий палець ходить по обичайці, а 4 пальці перекидаються через обичайку і грають по всіх струнах.
2) в перекиданому положенні — де рука перекидається через обичайку і всі 5 пальці л. р. грають посередині струни так як права.

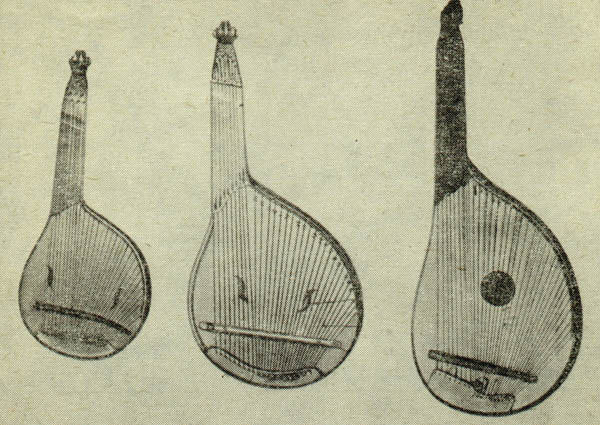
Оркестрові бандури харківського типу

Перший підручник гри на бандурі (1909) та перша надрукована композиція для бандури (1910) були написані для виконання на бандурі харківським способом.
Харківським способом викладав кобзар І. Кучеренко в Лисенківській музичній школі в 1908—10 рр., а також його учень Василь Ємець.
В 1926 р. було зорганізовано першу кафедру народних інструментів у Харківському Музично-драматичному інституті. Клас бандури харківського способу вів Г. Хоткевич до 1932 р. В 1928 р. був створений професійний квартет бандуристів (Л. Гайдамака, І. Олешко, О. Геращенко, Я. Гаєцький) який пропагував харківську школу гри на бандурі. З 1928 р. Полтавська Капела бандуристів також перейшла на харківський спосіб гри на бандурі. Харківський спосіб також використовувала капела бандуристів при 25-й Чапаєвській дивізії, квартет бандуристів 23-го артилерійського полку, Ленінградська капела бандуристів при фірмі «Експротлес», Оркестр українських народних інструментів при клубі «Металіст» та Оркестр українських народних інструментів при Палаці піонерів у 30-ті роки.
Г. Хоткевич підготував новий підручник у 6 зошитах для харківської бандури, який був частково (3 частини) надрукований в 1929—31 рр. Він також підготував до друку кілька збірників нот та працю «Бандура та її можливості», які, на жаль, через репресії автора не було надруковано за його життя.

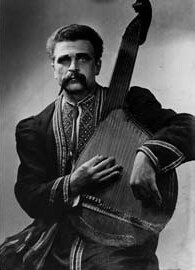
Харківський бандурист Г. Бажула 1948

В 30-х роках всі бандуристи, які пройшли курс навчання у Г. Хоткевича, зазнали репресій від радянської влади. Викладання в ХДМІ харківського способу гри на бандурі продовжував після звільнення Г. Хоткевича його учень Леонід Гайдамака, а після його еміграції до США учень Гайдамаки, Перекоп Іванов.
Майже всі бандуристи, які володіли грою на бандурі Харківським способом, або виїхали закордон, або були заарештовані та розстріляні.
Кілька невдалих спроб відродити харківський спосіб гри на бандурі було зроблено в Україні в 50—60-х роках XX ст. В. Кабачком, П. Івановим та І. Скляром, на жаль були приречені на поразку через недостатню кількість інструментів та заборону використовувати композиції, обробки і переклади Г. Хоткевича та Л. Гайдамаки і через нестачу фінансової підтримки від держави.
З 60-х років Київські бандуристи помилково використовують термін «харківський спосіб» або «Х. С.» для зазначення способу перекидки лівої руки через верхнього шемстока на приструнки бандури київського типу.
Харківський спосіб зберігся та розвивався у Австралії та дещо в США, переважно в особах Л. Гайдамаки, З. Штокалка, Г. Бажула та їхніх учнів — П. Деряжний та В. Мішалов.
Після проголошення самостійності України та контакту бандуристів України з діаспорою інтерес до харківського способу гри на бандурі відновився в Україні. Професор Львівської консерваторії В. Герасименко зробив кілька бандур харківського типу і мав нагоду застосувати на цьому інструменті чимало удосконалень.
Між відомих виконавців харківського способу гри в Україні — Тарас Лазуркевич, Олег Созанський та Дмитро Губ'як. Харківський спосіб та школа також сьогодні відновлюється в Харківському Університеті мистецтв в роботі Л. Мандзюк та Б. Стандари.
Харківська бандура відрізняється по конструкції від на сьогодні більш поширеної Київської бандури. Головна відмінність в доступі до приструнки лівої руки та продовження викладу струн приструнків на басових струнах.